# Войчех Куртика
Во̀йчех (Войтек) Куртѝка (на полски: Wojciech Kurtyka, ps. Voytek) е полски алпинист, един от създателите и най-ярките представители на алпийския стил на изкачване в най-високите планини на света. Носител на наградата „Златен ледокоп“ (Piolet d'or) за цялостен принос в развитието на алпинизма. Изкачването на Гашербрум IV по Сияйната стена се счита за едно от най-големите катерачески постижения на XX век. Писател, инженер, предприемач.

## Биография
Роден е на 25 юли 1947 г. в Скшинка, близо до Клодзко (Югозападна Полша) в семейството на писателя Тадеуш Куртика. С алпинизъм започва да се занимава през 1968 г. През 1970 г. завършва Факултета по електроника във Вроцлавския технологичен университет, дипломирайки се като инженер по електроника, и работи известно време по специалността си. По-късно е предприемач, търгува с азиатски продукти.

### Алпинист
Войчех Куртика е ярък представител на алпийския стил в най-високите планини. Всичките му изкачвания и особено тези на Чангабанг, Транго Тауър и Гашербрум IV се смятат за еталони за алпийския стил.
Куртика не вижда смисъл да достига връх след връх независимо от начина на изкачване. Той се интересува само от нови начини – за предпочитане възможно най-трудния, и то само в алпийски стил – без правене на лагери и без изнасяне (обикновено от шерпите) на стотици килограми оборудване; единствено от „чисти“ изкачвания. „За мен изкачване по класически маршрути е истинско мъчение. Преминаването на нещо, което разширява границите на възможното в момента, е това, което винаги ме е вдъхновявало.“
Войтек Куртика: „Ако моята дейност намира отклик, то това е благодарение на три причини: маршрутите ми са технически сложни – и това буди въображението, те са красиви – просто завладяващи, и, накрая, моят стил на изкачване има непременно и екзистенциално, и емоционално измерение в алпинизма и в живота.“
Негово схващане е, че „Колекционирането на осемхилядници е просто още една разновидност на безумното консуматорство. Алпинизмът, който се подчинява на прекомерно желание за притежаване на някаква „колекция“, неминуемо престава да открива необикновеността и невероятното многообразие на планините и се изражда в рутинни действия и усещания.“
Катери с едни от най-големите алпинисти на своето време – Алекс Макинтайър, Йежи Кукучка, Дъг Скот, Ерар Лоретан, Райнхолд Меснер, Кшищоф Виелицки, но и с млади и неизвестни като Роберт Шауер, с когото прави изкачването на Сияйната стена на Гашербрум IV.
Започва да катери през 1968 г. Само две години по-късно прокарва нов маршрут по североизточната стена на Mały Młynarz – първият маршрут с висша категория на трудност в Татрите. Почват да наричат тура Kurtykówka, а Куртика – „животното“, по думи на преминал по-късно алпинист: „Как да го направя? Как да го направя? Сигурно го е направило някое животно!“ В началото на 70-те години минава ред трудни турове в Татрите, Алпите, Норвегия, а също така прокарва и нови: по Северната стена на Пти Дрю (1973), по Северната на Гранд Жорас и др. През 1974 и 1976 г. участва в две полски хималайски експедиции: зимна на Лхотце и лятна на К2, завършили с неуспех. Куртика се разочарова от обсадния стил и тактика за изкачване на високите върхове, мрази и използването на допълнителен кислород. Решава за себе си, че негов идеал са изкачванията с малка компания в лек и бърз алпийски стил. Прави редица премиери в Хиндукуш, а от есента на 1978 г. се насочва към Хималаите. Оглавява експедия за реализиране на идеята си за Чангабанг, завършила с успех на всички участници, следват и много други.
Уникално за Войтек Куртика е, че през цялата си спортна кариера никога не получава нито една травма в планината. Той казва: „Просто горите бяха много добри към мен“, но също и „Мисля, че знаех точната доза страх“.

#### Някои постижения
- 1970 – премиерен тур с висша категория на трудност (първият VI+ по UIAA в Татрите), преминат свободно, с Михал Габриел и Януш Курчаб – североизточната стена на Mały Młynarz. Наричат го на негово име: Kurtykówka),
- 1972 – изкачвания в Хундукуш: първи по северния хребет на вр. Кохи-Тез (6995 м) и по 1800-метровата североизточна стена на вр. Акхер-Чаха (7017 м), в алпийски стил.[13]
- 1973 – нов маршрут по северната стена на Пти Дрю, с Йежи Кукучка и Марк Лукашевски; наричат го Voie Petit Jean в памет на приятеля си Ян Франчук (Jan Franczuk), загинал в Каракорум.
- 1974 – първо зимно изкачване на северната стена на Тролригген (Troll Wall) в Норвегия, най-високата вертикална скала в Европа, с Марек Кесицки, Ришард Ковалевски и Тадеуш Пьотровски.[14]
- 1975 – нов тур (полски маршрут) по северната стена на Гранд Жорас (Поант Елена), с Йежи Кукучка и Марек Лукашевски.
- 1977 – първо изкачване по 2200-метровата североизточна стена на Кохе Бандака (6843 m) в Хиндукуш, с Джон Портър и Алекс Макинтайър (9 – 14 август).[10][13] Оценявано все още като може би най-голямото спортно постижение в Хундукуш.[6]
- 1978 – Южния контрафорс на Чангабанг (6864 m) в Гархвалските Хималаи, с Кшищоф Шурек, Алекс Макинтайър и Джон Портър (18 – 29 септември).[10] До 2017 г. няма сведения за повторно преминаване на маршрута.[15]
- 1980 – първо изкачване на източната стена на Дхаулагири (8167 m) с Алекс Макинтайър, Рьоне Гилини и Лудвиг Вилчински (6 – 10 май), без да се стигне до върха. Изкачват го на 16 – 18 май. Получават наградата Nick Estcourt, учредена от Крис Бонингтън, на която стават първите носители.[16]
- 1982 – Броуд Пик в алпийски стил, по класическия маршрут, с Йежи Кукучка.
- 1983 – Гашербрум I (29 юни – 3 юли) и Гашербрум II (20 – 24 юли), и двата върха по нови маршрути, в алпийски стил, с Йежи Кукучка.[17][18]
- 1984 – Броуд Пик. Траверс на всички върхове в масива на Броуд Пик, в алпийски стил, с Йежи Кукучка (17 юли). Преди това, на 16 юли, се изкачват на Средния връх (8011 m)
- 1985 – първо изкачване на западната стена (т. нар. Сияйна стена) на Гашербрум IV (7925 м), в алпийски стил, с Роберт Шауер. Поради лошо време не отиват до върха, спускат се по северозападния ръб, никога непреминат дотогава (13 – 23 юли).
- 1988 – първо изкачване на източната стена на Безименната кула на Транго (Trango Nameless Tower), с Ерар Лоретан, четвъртото изкачване въобще до върха.
- 1990 – Чо Ою, югозападната стена по нов маршрут, алпийски стил, с Ерар Лоретан и Жан Троайе (21 септември).
- 1990 – Шиша Пангма-Среден връх, югозападната стена по нов маршрут, алпийски стил, с Ерар Лоретан и Жан Троайе, без изкачване до Главния връх (3 октомври).
- 1995 – Лосар, 700-метров замръзнал водопад в района на Намче Базар, по който върви един от най-знаменитите ледени маршрути в света, с Мачией Рисула, второ изкачване.[1]

### Писател
- „Китайският махараджа“ (Chiński maharadża). 2013. Роман. Преведен на много езици.
- Разкази: „Транго Тауър“ (Trango Tower), „Маняк“ (Łamaniec), „Лосар“ (Losar), „Шотландска петица“ (Szkocka piątka), „Сияйните планини“ (Góry świetliste), Гашербрум-4 по Сияйната стена“ (Gasherbrum IV Świetlistą Ścianą) и много други.[1]

## Признание
Наградата „Златен ледокоп“ за цялостен принос (Piolet d'or Carrière) – най-голямата международна награда за постижения в алпинизма – 2016 г., като преди това многократно отказва тази чест.
Изкачването на западната („Сияйната стена“) на Гашербрум IV със слизане по Северния гребен е избрано от списание Climbing Magazine за най-великото хималайско изкачване на XX век.
За него е написана книгата на Бернадет Макдоналд „Изкуството на свободата“ (Art of Freedom: The Life and Climbs of Voytek Kurtyka), 2017, спечелила редица награди.